# Katie Fforde
Katie Fforde (* 27. September 1952 als Catherine Rose Gordon-Cumming in London) ist eine britische Schriftstellerin.

## Leben
Sie wurde 1952 im Londoner Stadtteil Wimbledon geboren, wo sie ihre Kindheit verbrachte. Seit 1972 ist sie mit Desmond Fforde verheiratet, einem Cousin des Schriftstellers Jasper Fforde, der Ehe entstammen zwei Söhne und eine Tochter. Ihre schriftstellerische Karriere begann Katie Fforde nach der Geburt ihres jüngsten Kindes mit dem 1995 erschienenen Roman Living Dangerously. Sie bringt vielfach Autobiografisches in ihre Romane ein, die romantisch angelegt sind. Ihr Roman Going Dutch erreichte im Juni 2007 die Top-Ten-Bestsellerliste der Sunday Times.
Sie ist Gründerin der Katie Fforde Bursary, eines Stipendiums, das erfolgversprechende Schriftsteller bis zum Abschluss eines Buchvertrages unterstützt. Viele Jahre lang war sie Komiteemitglied der britischen Schriftstellervereinigung Romantic Novelists’ Association, von 2009 bis 2011 war sie deren 25. Vorsitzende. Im Juni 2010 wurde sie zur Schirmherrin der ersten Nationalen Kurzgeschichtenwoche (National Short Story Week) berufen.
Katie Fforde lebt mit ihrer Familie in Stroud in der südwestenglischen Grafschaft Gloucestershire.

## Romane
- Living Dangerously. Penguin Books, London 1995, ISBN 0-14-024330-5.
  - deutsch: Zum Teufel mit David. Roman (Alternativtitel: Eine glückliche Fügung). Bastei-Lübbe, Köln 2011, ISBN 978-3-404-27058-3.
- The Rose Revived. Penguin Books, London 1995, ISBN 0-14-024668-1.
  - deutsch: Wilde Rosen. Roman (früherer Titel: Zum Teufel mit der Liebe). Bastei-Lübbe, Köln 2011, ISBN 978-3-404-27060-6.
- Wild Designs. St. Martin’s Press, New York 1998, ISBN 0-312-19032-8 (EA London 1996).
  - deutsch: Im Garten meiner Liebe. Roman. Bastei-Lübbe, Bergisch Gladbach 2002, ISBN 3-404-25692-1.
- Stately Pursuits. Penguin Books, London 1997, ISBN 0-14-026418-3.
  - deutsch: Eine ungewöhnliche Begegnung. Roman. Bastei-Lübbe, Bergisch Gladbach 2005, ISBN 3-404-77132-X.
- Life Skills. Century Press, London 1999, ISBN 0-7126-8085-3.
  - deutsch: Wellentänze. Roman. Bastei-Lübbe, Bergisch Gladbach 2005, ISBN 3-404-27062-2.
- Thyme Out. Arrow Books, London 2000, ISBN 0-09-928024-8.
  - deutsch: Glücksboten. Roman. Bastei-Lübbe, Bergisch Gladbach 2011, ISBN 978-3-404-27063-7.
- Artistic Licence. Century Press, London 2001, ISBN 0-09-941528-3.
  - deutsch: Sommernachtsgeflüster. Roman. Bastei-Lübbe, Bergisch Gladbach 2005, ISBN 3-404-26421-5.
- Highland Fling. Century Press, London 2002, ISBN 0-7126-6991-4.
  - deutsch: Eine Liebe in den Highlands. Roman. Bastei-Lübbe, Bergisch Gladbach 2005, ISBN 3-404-15062-7.
- Paradise Fields. Arrow Books, London 2003, ISBN 0-09-944662-6.
  - deutsch: Geschenke aus dem Paradies. Roman. Bastei-Lübbe, Bergisch Gladbach 2004, ISBN 3-404-15230-1.
- Restoring Grace. Century Press, London 2004, ISBN 0-7126-5385-6.
  - deutsch: Festtagsstimmung. Roman. Bastei-Lübbe, Bergisch Gladbach 2006, ISBN 3-404-15468-1.
- Flora’s Lot. Arrow Books, London 2006, ISBN 0-09-947236-8[1]
  - deutsch: Eine kostbare Affäre. Roman. Bastei-Lübbe, Bergisch Gladbach 2006, ISBN 3-404-15468-1.
- Practically Perfect. 2006.
  - deutsch: Cottage mit Aussicht. Roman. Bastei-Lübbe, Bergisch Gladbach 2008, ISBN 978-3-404-15850-8.
- Going Dutch. Arrow Books, London 2007, ISBN 978-1-4464-2850-4.
  - deutsch: Glücklich gestrandet. Roman. Bastei-Lübbe, Bergisch Gladbach 2008, ISBN 978-3-404-15936-9.
- Wedding Season. Arrow Books, London 2009, ISBN 978-0-09-952015-3.
  - deutsch: Sommerküsse voller Sehnsucht. Roman. Bastei-Lübbe, Bergisch Gladbach 2010, ISBN 978-3-404-16463-9.
- Love Letters. Century Press, London 2009, ISBN 978-1-84605-447-1.
  - deutsch: Botschaften des Herzens. Roman. Bastei-Lübbe, Köln 2011, ISBN 978-3-404-16681-7.
- A Perfect Proposal. Arrow Books, London 2010, ISBN 978-0-09-952507-3.
  - deutsch:  Glück über den Wolken. Roman. Bastei-Lübbe, Köln 2011, ISBN 978-3-404-16681-7.
- Summer of Love. Century Books, London 2011, ISBN 978-1-84605-650-5.
  - deutsch: Sommer der Liebe. Roman. Weltbild, Augsburg 2012, ISBN 978-3-86365-116-9.
- Recipe for Love. Arrow Books, London 2012, ISBN 978-0-09-953918-6.
  - deutsch: Fünf Sterne für die Liebe. Roman. Bastei Lübbe, Köln 2014, ISBN 978-3-404-17002-9.

## Verfilmungen
Von 2010 bis 2021 verfilmte die deutsche Produktionsgesellschaft Network Movie im Auftrag des ZDF für dessen „Herzkino“-Reihe Katie Fforde 42 Romane von ihr. Die Drehorte waren in Neuengland, USA.
| Episode | Deutscher Film-Titel              | Erstausstrahlung | Englischer Buch-Titel | Genre, Besonderheiten                                                                                 |
| ------- | --------------------------------- | ---------------- | --------------------- | --- |
| 1       | Eine Liebe in den Highlands       | 7. März 2010     | Highland Fling        | Familienfilm                                                                                          |
| 2       | Festtagsstimmung                  | 21. März 2010    | Restoring Grace       | Romantische Komödie                                                                                   |
| 3       | Glücksboten                       | 17. Okt. 2010    | Thyme Out             | Melodram                                                                                              |
| 4       | Harriets Traum                    | 20. Feb. 2011    | The Rose Revived      | Drama                                                                                                 |
| 5       | Zum Teufel mit David              | 6. März 2011     | Living Dangerously    | Drama                                                                                                 |
| 6       | Diagnose Liebe                    | 12. Feb. 2012    |                       | Dramödie; Lilly Liefers in ihrer ersten Rolle                                                         |
| 7       | Leuchtturm mit Aussicht           | 26. Feb. 2012    |                       | Melodram                                                                                              |
| 8       | Sprung ins Glück                  | 18. März 2012    |                       | Melodram                                                                                              |
| 9       | Ein Teil von dir                  | 18. Nov. 2012    |                       | Melodram                                                                                              |
| 10      | Sommer der Wahrheit               | 9. Dez. 2012     |                       | Melodram                                                                                              |
| 11      | Eine teure Affäre                 | 20. Jan. 2013    | Flora’s Lot           | Drama                                                                                                 |
| 12      | An deiner Seite                   | 26. Jan. 2014    |                       | Drama                                                                                                 |
| 13      | Das Meer in dir                   | 27. Apr. 2014    |                       | Melodram                                                                                              |
| 14      | Wie Feuer und Wasser              | 14. Sep. 2014    |                       | Drama                                                                                                 |
| 15      | Geschenkte Jahre                  | 26. Okt. 2014    | Paradise Fields       | Melodram                                                                                              |
| 16      | Eine Liebe in New York            | 30. Nov. 2014    |                       | Romanze                                                                                               |
| 17      | Martha tanzt                      | 28. Dez. 2014    |                       | Melodram                                                                                              |
| 18      | Vergissmeinnicht                  | 18. Jan. 2015    |                       | Drama                                                                                                 |
| 19      | Zurück ans Meer                   | 19. Apr. 2015    |                       | Melodram                                                                                              |
| 20      | Mein Wunschkind                   | 8. Nov. 2015     |                       | Drama                                                                                                 |
| 21      | Das Weihnachtswunder von New York | 20. Dez. 2015    |                       | Drama, Trilogie, zweiter Teil zu Folge 12 An deiner Seite                                             |
| 22      | Warum hab ich ja gesagt?          | 24. Jan. 2016    |                       | Melodram, Trilogie, dritter Teil zu Folge 12 + 21 An deiner Seite + Das Weihnachtswunder von New York |
| 23      | Die Frau an seiner Seite          | 6. März 2016     |                       | Drama                                                                                                 |
| 24      | Das Schweigen der Männer          | 28. März 2016    |                       | Melodram                                                                                              |
| 25      | Hexensommer                       | 1. Mai 2016      |                       | Melodram                                                                                              |
| 26      | Du und ich                        | 29. Mai 2016     |                       | Melodram                                                                                              |
| 27      | Mein Sohn und seine Väter         | 23. Okt. 2016    |                       | |
| 28      | Tanz auf dem Broadway             | 11. Dez. 2016    |                       | |
| 29      | Bellas Glück                      | 22. Jan. 2017    | The Perfect Match     | Liebesfilm                                                                                            |
| 30      | Herzenssache                      | 26. März 2017    |                       | Filmdrama                                                                                             |
| 31      | Bruderherz                        | 10. Sep. 2017    |                       | |
| 32      | Meine verrückte Familie           | 17. Dez. 2017    |                       | |
| 33      | Mama allein zu Haus               | 21. Jan. 2018    |                       | |
| 34      | Familie auf Bewährung             | 11. März 2018    |                       | |
| 35      | Ziemlich beste Freundinnen        | 3. Juni 2018     |                       | |
| 36      | Zimmer mit Meerblick              | 4. Nov. 2018     |                       | |
| 37      | Wachgeküsst                       | 13. Jan. 2019    |                       | |
| 38      | Das Kind der Anderen              | 22. Apr. 2019    |                       | |
| 39      | Ein Haus am Meer                  | 22. Feb. 2020    |                       | |
| 40      | Für immer Mama                    | 22. Nov. 2020    |                       | |
| 41      | Emmas Geheimnis                   | 6. Dez. 2020     |                       | Erster Film, der in Deutschland anstelle den USA spielt                                               |
| 42      | Du lebst nur einmal               | 10. Jan. 2021    |                       | |